# Bioptron
A Bioptron a Zepter International vállalat egyik márkaneve, mely alatt polarizált fényű készülékeket forgalmaznak gyógyászati célokra. Az első ilyen készüléket Fenyő Márta fizikus fejlesztette, és Evolite (IPA: [ˈɛvəˌlaɪt]) néven kezdte Magyarországon forgalmazni, majd a svájci Bioptron vette át a gyártást, amely ma a Zepter International része. Fenyő és mások tanulmányai szerint a lámpa hatásos az allergia, depresszió, kimerültség, fájdalmak, krónikus gyulladás (pl. arthritis) stb. gyógyítására, a sebek és sérülések gyógyulásának gyorsítására. A lámpát intenzív marketing mellett széles körben értékesítették a közönség körében, azonban hatásának tudományos-klinikai alátámasztása gyenge, illetve erősen vitatott.

## Története
Fenyő Márta 1969-ben szerzett fizikus diplomát az ELTE-n, majd a MEDICOR orvosi műszergyárnál dolgozott ösztöndíjasként. 1978-1981 között a Semmelweis Orvostudományi Egyetem Biofizikai és Sugárbiológiai Intézetében dolgozott és részt vett az ott zajló sugárbiológiai kutatásokban. Egy együttműködés keretében a lézer terápiás alkalmazása irányába fordult a figyelme, a SOTE II. sz. Sebészeti Klinikáján ugyanis – a klinikát vezető Mester Endre professzor 1967-es felfedezése nyomán – kis intenzitású lézersugárzást (szakmai megnevezése soft laser vagy lágylézer) használtak a sebek gyógyulásának gyorsítására. Fenyő azt vizsgálta, hogy a lézer mely tulajdonsága felelős a felgyorsult sebgyógyulásért, és arra jutott, hogy a polarizáció.
Az eredményeket felhasználva az 1980-as években kifejlesztette az Evolite-lámpát. Találmánya, ami tulajdonképpen egyszerű polárszűrővel ellátott nagy intenzitású fényforrás, 1987-ben nyert szabadalmat. Ekkor azonban Fenyő már nem dolgozott az Egyetemen, hanem a találmány felfuttatásával foglalkozott. Észszerűvé vált az otthoni használatra történő gyártás és értékesítés beindítása, mivel azonban Magyarországon erre nem adódott lehetőség, svájci befektetők vették meg a licencet, és a lámpa gyártására 1988-ban megalapították a Bioptron AG vállalatot, Fenyő pedig 1990-ben fényterápiás rendelőt nyitott. A Bioptront 1996-ban megvásárolta a Zepter, így került a márkanév és a termék is az ausztriai vállalathoz. A termékfejlesztést innentől fogva a Bioptron végezte; a honlapon a feltaláló Fenyő Márta nevét meg sem említik.
Fenyő Márta 2009-ben Klein Péter vállalkozóval közösen szabadalmaztatta a teljestest-besugárzást lehetővé tevő Sensolite készüléket, mely a polarizáltfény-források mellett opcionális UV-forrást is tartalmaz.

## Felépítése
A Bioptron-lámpa egy fényforrásból, egy polarizátorból, egy tükörből, színszűrőkből és lencsékből áll. A fényforrás halogénizzó, a polarizátor egy Brewster-tükör. A tükrök és lencsék feladata a fény fókuszálása a kezelendő területre. A fényforrás spektrumát néhány típusban színszűrővel szűkítik.

## Hatásmechanizmus
Fenyő Márta szerint a síkban poláros fény valamilyen módon megváltoztatja a sejtmembránban lévő dipólusos molekulák konformációját, ily módon növeli azok energiáját, ezen keresztül pedig növeli a vörösvértestek oxigénkötő-képességét és aktivizálja a fehérvérsejteket, és általában minden sejtműködésre hatással van. A modell tudományos megalapozottsága gyenge, azt még maga Fenyő is „kitalált modell”-nek, „fikció”-nak nevezte.
A Bioptron-lámpákhoz színszűrőket is árul a forgalmazó, az általuk előállítható színes fény a cég hirdetései szerint a hinduista mitológiából ismert hét csakrán keresztül fejti ki hatását. Ugyanakkor Patricia Mercier szerint a csakrákat csak az 1940-es években hozták összefüggésbe a hét alapszínnel. A szín-csakraterápiának bizonyított hatása nincs.

## Forgalmazás
A Bioptron-lámpák három változatban kaphatók, melyek méretükben térnek el. Az előállítási költség a viszonylag egyszerű felépítésnek köszönhetően alacsony, kb. 5000 Ft, a kiskereskedelmi ár meglehetősen magas, 100-800 ezer forint között változik. A magas ár és a viszonylag egyszerű  technika ellenére a termék igen sikeres. A terméket – a Zepter más termékeihez hasonlóan – közvetlen értékesítéssel és a kereskedelemben is forgalmazzák.
Mivel a szabadalmak lejártak, megjelentek a hasonló elven működő konkurens termékek, jóval alacsonyabb áron.

## A márkával kapcsolatos bírósági ügyek
A Gazdasági Versenyhivatal (GVH) 2009. szeptember 10-én versenyfelügyeleti eljárást indított a Zepter ellen, mert a cég a bizonyított hatások mellett számos különféle gyógyhatást tulajdonított a lámpának, feltehetően alaptalanul. A GVH és a Zepter között 2011. december 8-án fogyasztókkal szembeni tisztességtelen kereskedelmi gyakorlat ügyében versenytanácsi tárgyalás folyt. A GVH Versenytanácsának 2012. április 12-i határozata megállapította, hogy a Zepter egyes kereskedelmi kommunikációiban az orvostechnikai eszközként népszerűsített Bioptron fényterápiás készüléknek a forgalomba hozatalhoz szükséges tanúsítási eljárás során nem igazolt hatásokat – így a daganatok, vírusok és kórokozók elpusztításáért felelős sejtek aktiválása, általános fájdalom-, gyulladás- és duzzanatcsökkentés, immunerősítés, izomerősítés, fizikai kondíció, mozgásképesség, illetve ízületek mozgásszögének javítása – tulajdonított. Emiatt a Versenytanács 8 000 000 Ft (nyolcmillió forint) bírság megfizetésére kötelezte a Zeptert. A bírságösszeg az érintett termék értékesítéséből elért
árbevétel 1%-át sem éri el.
A tisztességtelen szerződési feltételek miatt az Országos Fogyasztóvédelmi Egyesület per indítását tervezte a Zepter ellen, erre azonban – mivel a kifogásolt szerződési feltételeket a Zepter önként módosította – nem került sor.